# Miconia leiotricha
Miconia leiotricha är en tvåhjärtbladig växtart som beskrevs av John Julius Wurdack. Miconia leiotricha ingår i släktet Miconia och familjen Melastomataceae. Inga underarter finns listade i Catalogue of Life.